# Nelson Mandela Invitational
De Nelson Mandela Invitational was van 2000-2006 een invitational benefiet golftoernooi in Zuid-Afrika. Het gewonnen geld telde niet mee voor de Sunshine Tour, meestal gaven de pro's het gewonnen geld ook aan het goede doel. De opbrengst ging naar het Nelson Mandela Children's Fund en de Player Foundation. Gary Player organiseerde het toernooi maar noemde de eerste edities naar Nelson Mandela, die dan ook bij de prijsuitreiking aanwezig was.

## Deelnemers
Het toernooi bestond uit acht teams van vier spelers. Dit waren een senior pro, een 'gewone' pro, een beroemd persoon en een zakenman. Op iedere hole telden twee van de vier scores. Er deden professionals mee uit verschillende landen, soms ook vrouwen. 
Het Nelson Mandela Children's Fund trok zich terug uit het toernooi voordat het in 2007 gespeeld werd. Oorzaak was het vermoeden dat Gary Player een golfbaan ontwierp in Burma. Daarna werd het toernooi voortgezet als de Gary Player Invitational.
De Black Night Invitational is eigenaar van dit toernooi en organiseert ook PG Invitationalsl in Europa, in de Verenigde Staten, Abu Dhabi en China.

## Winnaars
| Jaar                        | Winnaars progessionals            | Winnaar Pro-Am                                                    |                             |
| Nelson Mandela Invitational | Nelson Mandela Invitational       | Nelson Mandela Invitational                                       | Nelson Mandela Invitational |
| --------------------------- | --------------------------------- | ----------------------------------------------------------------- | --------------------------- |
| 2000                        | Retief Goosen en Allan Henning po | Gary Player, Don Gammon, Julius Erving, Dave King                 |                             |
| 2001                        | Simon Hobday en Martin Maritz     | Simon Hobday, Martin Maritz, Nick Mallet, Doug Jackson            |                             |
| 2002                        | Hugh Baiocchi en Deane Pappas     | Hugh Baiocchi, Deane Pappas, Gary Lineker, Dave King              |                             |
| 2003                        | Lee Westwood en Simon Hobday      | Lee Westwood, Simon Hobday, Mark Boucher, Carl Ware               |                             |
| 2004                        | Vincent Tshabalala en Ernie Els   | Lee Westwood, Simon Hobday, Inés Sastre, Doug Jackson             |                             |
| 2005                        | Vincent Tshabalala en Tim Clark   | Gary Player, Trevor Immelman, Ahmad Rashād, Alex Maditsi          |                             |
| 2006                        | Bobby Lincoln en Retief Goosen    | Sandy Lyle, Omar Sandys, Ashleigh Simon, David Lyons              |                             |
| Gary Player Invitational    |                                   |                                                                   |                             |
| 2007                        | Sally Little en Luke Donald       | Luke Donald, Sally Little, Alex Maditsi, Marc Player              |                             |
| 2008                        | Bobby Lincoln en Garth Mulroy     | Retief Goosen, Costantino Rocca, Ines Sastre, Alan Pearson        |                             |
| 2009                        | Ángel Cabrera en Tony Johnstone   | Thomas Aiken, Vincent Tshabalala, DJ Spoony, Abdullah Al Naboodah |                             |
| 2010                        | John Cook en Sergio García        | John Cook, Sergio García, Sinead Kenny, Dwight Yorke              |                             |
| 2011                        | George Coetzee en Mark James      | Wessel Witthuhn, Shaun Pollock                                    |                             |
| 2012                        |                                   | Tim Clark, Kenny Dalglish, Alex Maditsi, Doug Jackson             |                             |
| 2013                        |                                   | Retief Goosen, Herschelle Gibbs, Anthony Leeming, Mike Dladla     |                             |

Amatola Sun Classic · Atlantic Beach Classic · Bell's Player Championship · Bloemfontein Classic · Botswana Open · Bushveld Classic · Canon Classic · Coca-Cola Charity Championship · Cock of the North · Devonvale Classic · Emfuleni Classic · Eskom Power Cup · General Motors Open · Goldfields Powerade Classic · Goodyear Classic · Graceland Challenge · Highveld Classic · ICL International · Iscor Newcastle Classic · Kalahari Classic · Limpopo Classic · Lombard Tyres Classic · Mafunyane Trophy · Mercedes Benz Golf Challenge · Mount Edgecombe Trophy · Namibië Open · Namibia PGA Championship · Nashua Wild Coast Sun Challenge · Natal Open · Nelson Mandela Invitational · Northern Cape Classic · Observatory Classic · Palabora Classic · Parmalat Classic · Radio Algoa Challenge · Randfontein Classic · Rhodesian Masters · Riviera Resort Classic · Royal Swazi Sun Classic · Seekers Travel Pro-Am · South African Masters · South African Match Play Championship · South African Pro-Am Invitational · Spoornet Classic · Sun Coast Classic · Transvaal Open · Vodacom Golf Championship · Vodacom Open · Vodacom Players Championship · Vodacom Series · Vodacom Trophy · Western Cape Classic · Western Province Open